# La granja (canción)
«La granja» es el título de una canción mexicana escrita por Teodoro Bello e interpretada por la banda de música regional mexicana Los Tigres del Norte.
La canción, fue incluida en el álbum siendo el sencillo principal del álbum ‹La granja› y también en la banda sonora del videojuego GTA V.

## Video musical
El vídeo musical fue lanzado a YouTube el 24 de noviembre de 2009 durando 3:50 minutos.
El vídeo inicia en una granja donde se nos presenta a una perra salvaje a la par del abuelo del narrador el cual enfatiza la importancia de no soltar a la perra ya que podría haber consecuencias imprevistas.
Después se narra a un zorro, el cual rompió platos y la perra mordió la cuerda que la mantenía amarrada, permitiéndole correr desenfrenada por la granja. Los animales, incluido un grupo de cerditos, se unen para causar más caos y devorar recursos, lo que lleva a una sensación de desconfianza y decepción por parte del granjero.
Después, se describen diferentes animales que están heridos o muriendo, parte de esto se atribuye a la falta de recursos y la falta de atención del granjero. Mientras tanto, se descubre que se ha erigido una cerca alrededor de la granja para disuadir a las personas de entrar y robar los cultivos. La canción termina con el narrador reconociendo un aumento en la inseguridad haciendo un llamado a todos los granjeros y pidiendo que ayuden a amarrar de nuevo a la perra.

## Significados

### La perra y el abuelo
Los Tigres del Norte se refieren al narcotráfico metaforizandolo como la figura de una perra salvaje, sin domesticar. A la par de un abuelito que ha gobernado desde hace tiempo la granja (refiriéndose a México), es decir el Partido Revolucionario Institucional (PRI), y que conoce bien a la perra y cómo se comporta.
Por lo que advierte que no se debe soltar ni tocar la cuerda con la que está amarrada. Ya que lo mejor para toda la granja es mantenerla amarrada, tranquila y sin molestar.

### Vicente Fox y el PAN
La alternancia del PRI al PAN con  Vicente Fox, uno de los expresidentes de México, es metaforizado como un zorro, que destruyó los platos y provocó a la perra que se soltara de su cuerda y causara serios problemas alrededor de la granja.

### Los políticos
Los políticos de México son representados a través de la figura de unos cerditos, los cuales se devoran el maíz (refiriéndose al dinero), y al no tener llenadera, el granjero (el pueblo), ya no confía en ellos debido a que han dejado muchas pérdidas económicas.

### Accidente aéreo de Juan Camilo  Mouriño
Los Tigres del Norte hacen referencia al accidente aéreo de los secretarios de gobernación Juan Camilo Mouriño, Francisco Blake Mora, y así como el subprocurador de la SIEDO, Santiago Vasconcelos, de los cuales se despertaron rumores acerca de que no fue un accidente. Metaforizandolo como un gavilán, los pollitos siendo los periodistas que especulan acerca de las razones por las que se pudo causar el desplomes.

### El conejo
El conejo es la representación del narcotráfico, el cual aún en la cárcel se está muriendo debido a la guerra contra el narcotráfico.
Además de que, el gobierno federal quemó muchos sembradíos de droga.

### La migración
La migración de mexicanos hacia los Estados Unidos se metaforiza, a través de un gran cerco, el cual impide que el granjero se vaya.

## Controversias
La idea de este corrido se realizó debido a que la idea era retratar el país que dejó Felipe Calderón antes de su retirada como presidente. Cómo lo puede ser la guerra contra cárteles de la droga, y la gran violencia que se causó debido a la gran inseguridad que se formó a raíz de estos enfrentamientos. La canción fue censurada en México, pero se insistió en tocarla donde se presentaran, sin contar con apoyos de la radio y otros grupos empresariales afines al presidente.

## Gráfica
| Gráfica                            | posición más alta |
| ---------------------------------- | ----------------- |
| Billboard Hot Latin Songs          | 5                 |
| Billboard Heatseekers Songs        | 44                |
| Billboard Mexico Popular Airplay   | 23                |
| Billboard Regional Mexican Airplay | 1                 |

## Lecturas
- la granja y Los Tigres del Norte significado político e inspiración de George Orwell
- la granja la canción que metio en problemas a Los Tigres del Norte por su cruda letra
- la granja de Los Tigres del Norte por que fue censurada esta canción en México
- la granja la canción de Los Tigres del Norte que los metio en problemas
- Los Tigres del Norte, La granja
- VIDEO: Estas son las referencias más oscuras en el corrido la granja de Los Tigres del Norte
- Los Tigres del Norte denuncian censura

- Datos: Q124454610